# Реформация в Венгрии
Реформация в Венгрии — религиозное и общественно-политическое течение, зародившееся в Венгрии в двадцатых годах XVI века. Причинами, спровоцировавшими реформацию, стали раздробленность государства, огромное влияние католической церкви на государственный аппарат, тесные связи высших католических священников с Габсбургами, возможность освобождения от церковных податей и налогов.

## Предпосылки
Церковь в Венгерском королевстве всегда занимала привилегированное положение. Высшие церковные чины входили в состав государственного совета и даже возглавляли придворную канцелярию, а также имели значительное представительство в верхней палате государственного собрания. Помимо этого в распоряжении церкви были большие земельные наделы, население облагалось многочисленными налогами и повинностями. Именно поэтому распространение учения Лютера нашло многочисленные отклики среди крестьянства, горожан и мелких дворян.
Лютеранские идеи проникли в Венгрию вскоре после того, как Мартин Лютер прибил свои «95 тезисов» к воротам Дворцовой церкви Виттенберга в 1517 г. Его привезли с собой германские торговцы, поэтому сначала она распространялось именно среди немецкого населения Венгрии. Следующими «вестниками Реформации» стали студенты, обучавшиеся в Виттенберге и других городах Германии.
Поначалу венгерское дворянство видело в лютеранском течении только опасность. И без того раздробленная завоевателями страна могла быть окончательна развалена внутренними религиозными войнами. В 1521 году даже был издан Вормсский эдикт, объявивший Мартина Лютера преступником. Издание и распространение его трудов было под запретом.

## Начало
Раздробленностью государства и воспользовались первые протестантские проповедники. Они ездили по оккупированным турками территориям и распространяли реформатские идеи среди обычного городского населения. Населённые пункты, которые присоединялись к течению, сразу же перестраивали свои церкви: из них выносились статуи и картины, а священникам было предложено либо присоединиться к Реформации, либо покидать приходы, а их места занимали лютеранские пасторы.
В городах Реформация получила особую поддержку у мелких дворян и торговцев. Реформационные течения не ограничивали их права и предоставляли больше свободы для неклерикальных сословий. Феодалы использовали Реформацию для захвата церковных земель. Новое учение в обязательном порядке навязывалось крепостным, что искусственно создавало большее количество перешедших на другую сторону.
В 1526 году Венгрия терпит поражение от Османской империи в Битве при Мохаче. В 1541 году турки завоевывают Буду и страну делят на три части: северо-запад отошёл Габсбургам, центральная часть — Османской империи, Трансильвания осталась более или менее независимой, но и она попала в вассальную зависимость от османов. Это и стало основой для укрепления протестантских идей. На оккупированных турками территориях протестантство получает наибольшее распространение, потому что это выгодно Османской империи: раздробленная религиозными противоречиями Венгрия не сможет сопротивляться.

## Течения
Самым первым в Венгрию попало лютеранство. Однако большого распространения оно не получило — его считали «немецкой религией», поэтому относились к нему с подозрением. В 1545 году в г. Ардуде был проведен Синод, на котором венгерские лютеране приняли основные постулаты своей церкви.
Среди низших слоев населения распространился анабаптизм. В нём господствовали идеи социального равенства, братства и вечного мира, которое бог должен принести на землю (то есть отрицалась идея народной революции). Одной из ветвей стал унитаризм. Его последователи отрицали многие догматы, например Божественную троицу, и утверждали единого бога.
Самое большое распространение получило швейцарское направление кальвинизма. И хотя он не до конца отражал интересы всех слоев населения, желавших падения католической церкви, в 1567 году в Ченгере состоялся Синод, на котором утвердили основные догматы течения. Основателем кальвинистского движения в Венгрии можно считать Матьяша Биро. Но основополагающим для кальвинистского течения в Венгрии стал Дебреценский синод, который принял Второе Гельветское исповедание как основное вероисповедание церкви.

## Итог Реформации в Венгрии
Беспрепятственное распространение реформатских учений на оккупированных Османской империей территориях привело к тому, что к концу XVI в. 95 % венгров были протестантами, в основном кальвинистами. Только на территориях, подконтрольных Габсбургам, процесс был остановлен жесткими контрреформационными мерами. Однако в 1568 году в Трансильвании был принят Закон о веротерпимости, который признавал за каждым право на выбор вероисповедания, которых признавалось четыре: Римская католическая церковь, Лютеранство, Кальвинизм, Унитаризм. После восстания Иштвана Бочкаи в 1604—1606 гг. австрийские власти вынуждены были дать на своей части Венгрии послабления для протестантов. Стали организовываться первые кальвинистские церкви. После 1606 г. протестантам стало дозволяться назначать собственных епископов и суперинтендентов.
Протестантские движения подхлестнули развитие культуры в стране. Стали открываться школы и университеты, в частности в 1538 году был основан Дебреценский университет, на сегодняшний день один из старейших и лучших университетов Европы. В 1590 г. Кароли Гаспар впервые перевел на венгерский язык Библию, а в 1606 г. Албертом Сенси Молнаром на венгерский были переведены Псалтырь и Катехизис. Три эти книги до сих пор используют в современном богослужении.

## Контрреформацияи возвращение к католицизму
Борьба с реформатскими течениями на территориях, контролируемых Австрией, не прекращалась с самого начала их появления. Во время правления императора Рудольфа II стали применять репрессии и другие жесткие методы борьбы с «ересью». Реставрация католической веры в австрийских владениях велась при поддержке иезуитского ордена. Начались массовые судебные преследования протестантов.
В тридцатых годах XVII в. борьбу с реформатами возглавил архиепископ эстергомский Петер Пазмань (1616—1637). Под его влиянием многие крупные землевладельцы снова стали католиками. Вместе с собой они были обязаны вернуть к «истинной вере» всех своих дворовых и крестьян. Стали открываться многочисленные иезуитские школы, в которых прививали исключительно католические догматы с нетерпимостью ко всем протестантским течениям.
Одной из основных вех контрреформации в Венгрии стал «Кровавый суд в Пожони» в 1673 году. Перед имперским судом предстали более 400 протестантских священников. Их обвинили в государственной измене и предложили либо стать католиками, либо покинуть страну навсегда. Некоторые из них согласились на один из этих вариантов, но особо верная группа отказалась отрекаться от своих убеждений и от своей страны. Они были осуждены, лишены санов и отправлены на галеры.
Конец XVII — начало XVIII вв. прошли под жестким контролем протестантизма со стороны Габсбургов, особенно после того, как турок вытеснили с территории Венгрии. Имперские указы ограничивали права венгерских протестантов практически во всех областях жизни. В 1731 году «Resolutio Carolina» — антипротестантский акт, изданный Карлом VI, установил следующие правила для протестантов:
- публичные протестантские службы могли проводиться только в западных регионах страны, на остальных территориях — только закрытые частные службы.Эдикт толерантности 1781 года
- протестантам запрещались публичные собрания.
- протестантские священники должны были проживать только на специально оговоренных территориях.
- браки между протестантами подлежали контролю со стороны местного католического епископа.
- смешанные браки между протестантами католиками проводились только по католическому обряду и дети воспитывались в католической вере.

В 1781 году Эдикт толерантности сделал значительные послабления для протестантов. Отправление протестантской службы публично разрешалось в местностях, где жило не менее 100 протестантских семей. Протестантов освободили от обязанности отмечать католические праздники. Также были внесены изменения в брачные отношения. Протестантские браки теперь контролировали местные суды, а дети, рождённые в смешанном браке должны были быть католиками только если это была вера их отца.
В результате такой политики во время правлений Карла VI и его дочери Марии Терезии протестанты подвергались гонениям. Приток католических эмигрантов из Германии и жесткие государственные и административные меры привели к тому, что к началу XIX в. число католиков в Венгрии в два с половиной раза превышало число протестантов.